# غراهام هوستون
غراهام هوستون (بالإنجليزية: Graham Houston)‏ هو لاعب كرة قدم بريطاني، ولد في 24 فبراير 1960 في جبل طارق في المملكة المتحدة. لعب مع بريستون نورث إيند ونادي بيرنلي ونادي ساوثبورت ونادي كارلايل يونايتد ونادي موركامب وويغان أتلتيك.